# Oreste Tommasini
Oreste Tommasini (Roma, 8 luglio 1844 – Roma, 9 dicembre 1919) è stato uno storico italiano.

## Biografia
Figlio del senatore Vincenzo, è stato consigliere comunale e assessore alla pubblica istruzione di Roma. È stato anche consigliere provinciale di Roma. Nel 1905 divenne senatore del regno d'Italia. È stato uno dei soci fondatori della Società romana di storia patria.
Autore delle opere storiche Scritti di storia e critica  (1895) e La vita e gli scritti di Machiavelli nella loro relazione col machiavellismo (1911).